# Desiree van Lunteren
Desiree van Lunteren (* 30. Dezember 1992 in Almere) ist eine niederländische Fußballspielerin, die von 2012 bis 2019 für die A-Nationalmannschaft spielte.

## Karriere

### Vereine
Desiree van Lunteren begann als kleines Mädchen bei ihrem Ortsverein SV Almere mit dem Fußballspielen, wechselte dann innerhalb des Ortes zu den sc BuitenBoys. Ab der C-Jugend spielte sie bis zur A-Jugend für AS '80 und wechselte dann zu HvA-project. Von 2009 bis 2011 spielte sie für AZ Alkmaar, wurde mit Alkmaar 2010 niederländischer Meister und nahm mit Alkmaar an der UEFA Women’s Champions League 2009/10 teil, bei der die Niederländerinnen im Sechzehntelfinale an Brøndby IF scheiterten. Nachdem Alkmaar sich wegen finanzieller Probleme aus der Eredivisie zurückgezogen hatte, spielte sie für SC Telstar VVNH. 2012 wechselte sie zur neugegründeten Frauenfußballabteilung von Ajax Amsterdam. Mit Ajax gewann sie 2014 den niederländischen Pokal der Frauen. Nach 6 Jahren und 142 Spielen für Ajax, unterschrieb sie am 20. Juni 2018 beim Frauen-Bundesliga-Verein SC Freiburg. Nachdem sie in der Saison 2018/2019 in 20 Spielen für den SC Freiburg zum Einsatz gekommen war, kehrte sie am 17. Juli 2019 zu den AFC Ajax Vrouwen zurück.
Zur Saison 2021/22 wechselte sie zur PSV Eindhoven. In der Qualifikation für die Champions League 2021/22 scheiterte sie mit ihrer Mannschaft am Arsenal Women FC.
Seit der Saison 2023/24 spielt sie für den Ligakonkurrenten AZ Alkmaar.

### Nationalmannschaft
Am 27. September 2008 kam sie als 16-Jährige zu ihrem ersten Einsatz in der U-19-Nationalmannschaft. In der Qualifikation für die U-19-Fußball-Europameisterschaft der Frauen 2009 bestritt sie ein Spiel beim Miniturnier der 1. Qualifikationsrunde in Litauen gegen Zypern. Zusammen mit den jungen Spanierinnen qualifizierten sich die Niederländerinnen für die zweite Runde. Bei dieser im April ausgetragenen Runde, bei der die Niederländerinnen scheiterten, kam sie aber nicht zum Einsatz. Im September 2009 nahm sie dann an der 1. Qualifikationsrunde für die U-19-Fußball-Europameisterschaft der Frauen 2010 teil. Die Niederländerinnen nutzten beim Miniturnier den Heimvorteil und qualifizierten sich zusammen mit Polen für die zweite Runde, die ebenfalls in den Niederlanden ausgetragen wurde. Erneut konnten sie den Heimvorteil nutzen und sich zusammen mit den jungen Schottinnen für die Endrunde qualifizieren. Bei der Endrunde in Mazedonien erreichte sie mit ihrer Mannschaft das Halbfinale, verlor dieses aber im Elfmeterschießen gegen England. Auch beim nächsten Anlauf war sie wieder an Bord. Im September 2010 wurde bei einem Turnier in Norwegen zusammen mit den Gastgeberinnen die zweite Runde erreicht und auch diese bei einem Turnier in Dänemark überstanden. Bei der Endrunde in Italien kam in der Vorrunde das Aus. Damit endete ihre Zeit als U-19-Nationalspielerin.
Im folgenden Jahr gab sie am 15. Februar 2012 ihr Debüt in der A-Nationalmannschaft bei einer 1:2-Niederlage gegen Frankreich. Beim Zypern-Cup 2012 kam sie zu zwei Einsätzen. Danach kam es nur zu sporadischen Einsätzen. Sie gehörte zum Kader der Niederländerinnen bei der EM-Endrunde, wurde aber in den drei Gruppenspielen nicht eingesetzt. Die Niederländerinnen schieden nach der Vorrunde aus. Nach der EM kam sie in mehreren Qualifikationsspielen für die WM 2015 sowie beim Zypern-Cup 2014 zum Einsatz. Im September 2014 wurde die WM-Qualifikation auf Platz 2 hinter Norwegen abgeschlossen. Die Niederländerinnen mussten daher in die Playoffs der vier besten Gruppenzweiten und setzten sich dabei gegen Schottland und Italien durch, womit sie sich erstmals für die WM qualifizierten. Beim Zypern-Cup 2015 konnten die Qualifikationsleistungen dann nicht bestätigt werden und sie verloren z. B. das Spiel um Platz 7 gegen die Schottinnen, die sie in den WM-Playoffs noch ausgeschaltet hatten. Am 15. April 2015 wurde sie zunächst in den vorläufigen Kader für die WM 2015 berufen und dann auch am 10. Mai in den endgültigen Kader. Bei der WM kam sie in den vier Spielen der Niederländerinnen zum Einsatz, schied aber mit ihrer Mannschaft nach einer 1:2-Niederlage gegen Titelverteidiger Japan aus.
Bei der Heim-EM 2017 kam sie in zwei Gruppenspielen und den drei K.-o.-Spielen zum Einsatz und gewann mit ihrer Mannschaft erstmals den Titel. In der anschließenden Qualifikation zur WM 2019 wurde sie in vier Gruppenspielen und den vier Playoff-Spielen eingesetzt und holte sich mit ihrer Mannschaft das letzte europäische WM-Ticket.
2019 nahm sie für die Leeuwinnen an der WM 2019 in Frankreich teil und kam in allen sieben Spielen des Turnieres zum Einsatz. Sie wurde mit den Niederlanden nach einer 0:2-Niederlage gegen die USA Vize-Weltmeister.
Während sie für ihre Vereine bereits Tore schoss, darunter das „Tor des Monats“ im Februar 2013, gelang ihr das in den Nationalteams nicht. Am 21. November 2019 gab sie nach 84 Länderspielen das Ende ihrer Nationalmannschaftskarriere bekannt.

## Erfolge

### Vereine
- Niederländische Meisterin 2010 (mit AZ), 2016/2017, 2017/2018 (mit Ajax)
- Niederländische Pokalsiegerin 2010/2011 (mit AZ), 2013/2014, 2016/2017, 2017/2018 (mit Ajax)
- DFB-Pokal-Finalist 2019 (mit dem SC Freiburg)

### Nationalmannschaft
- 2013: Teilnahme an der EM-Endrunde (ohne Einsatz)
- 2017: Europameister
- 2018: Algarve-Cup-Sieg (zusammen mit Schweden[13])
- 2019: Zweite der Fußball-Weltmeisterschaft (ohne Einsatz)

## Auszeichnungen
- Torschützin des Monats Februar 2013[14]